# Johann Ulrich Eberle
Johann (auch Jan) Ulrich Eberle (* 2. Juli 1699 in Vils, Gefürstete Grafschaft Tirol; † 2. Juli 1768 in Prag, Königreich Böhmen) war ein in Prag lebender österreichischer Instrumentenbauer.

## Leben
Am 2. Juli 1699 wurde Johann Ulrich Eberle als Sohn des Sebastian Eberle und der Ursula Schonger getauft. Als Patin fungierte Katharina Erdt, geborene Wörle. Er hatte sechs Geschwister. Vils hatte eine Tradition als Geigenbauerstadt und liegt nicht weit von Füssen, der Wiege des Lautenbaus, entfernt. Seine Gesellenreise führte ihn um 1720 nach Prag, wo er in der Werkstatt bei Thomas III. Edlinger, dem Vater der Prager Geigenbauschule, als Gehilfe arbeitete. Eberle betrieb bald eine selbständige Werkstatt und erhielt am 20. Februar 1726 das Bürgerrecht in Prag. Am 4. Mai 1727 heiratete er Klara Jordin, mit der er neun Kinder hatte. 1736 erwarb die Familie ein Wohnhaus in der Konviktsgasse Nr. 296 in Prag, die auch Sitz der Werkstatt wurde.
Sein Sohn Wenzel Michael Joseph Vincenz Eberle (1738–1772) wurde ebenfalls Geigenbauer. Seine bedeutendsten Schüler waren Carolus Joseph Hellmer und Thomas Hulinzky. Eberle starb am 2. Juli 1768 in Prag.

## Instrumente

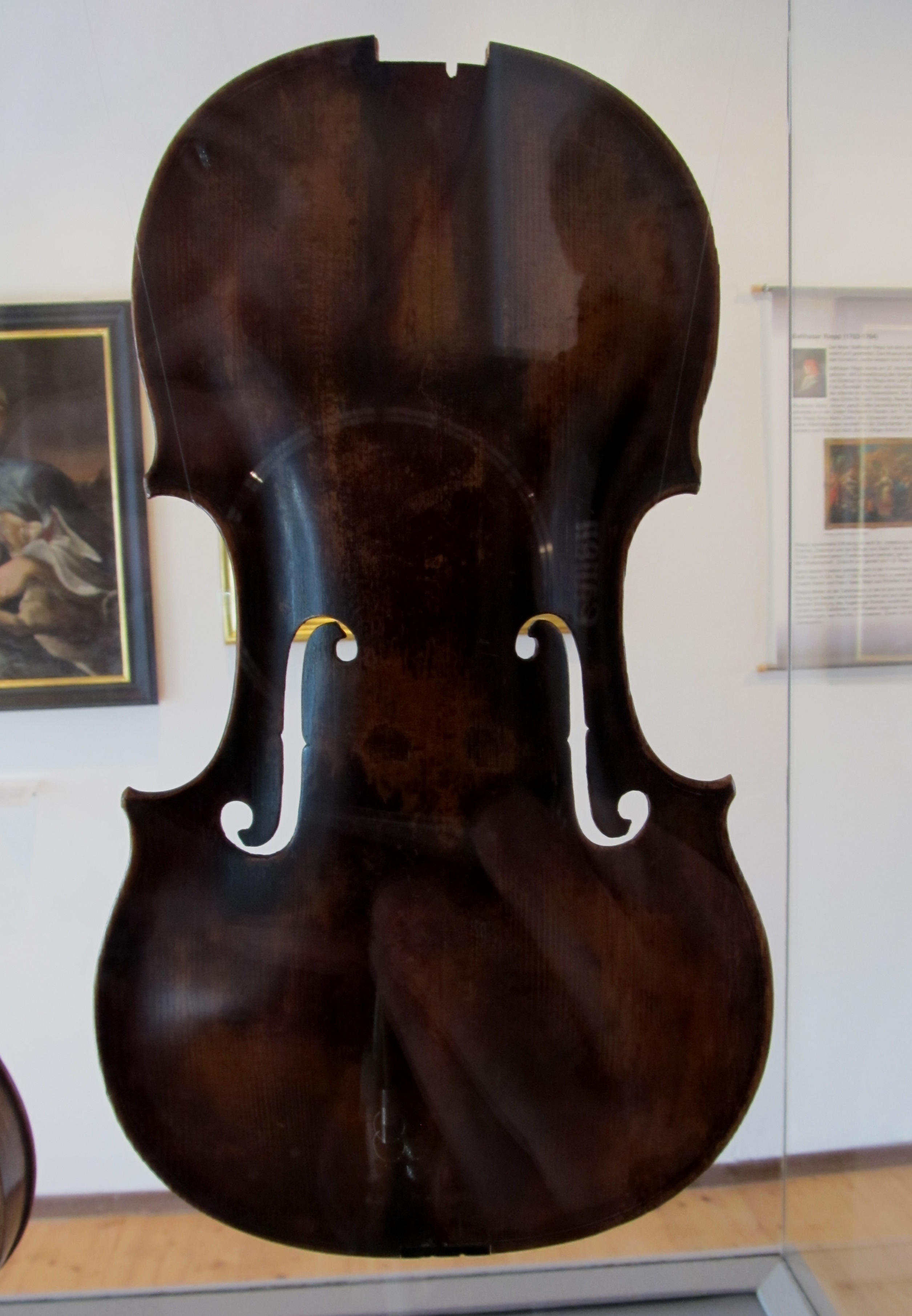
Decke einer Geige von Johann Ulrich Eberle (1763) im Museum der Stadt Vils.

Eberle wurde nicht nur wegen seiner Geigen, sondern vor allem seiner Violen d’amore bekannt. Einige Geigen kopierte er nach der Vorlage von Jacob Stainer aus Absam. Eine Geige aus dem Jahr 1760 hat ein Instrument von Antonio Stradivari zum Vorbild. Folgende Instrumente haben sich erhalten (Auswahl):
- 2 Violen d’amore (1731 und 1749) im Stift Ossegg
- Viola (1739) in der Stiftskirche Braunau/Böhmen
- 3 Violinen (1739, 1753, 1760) in der fürstlich Lobkowitzsche Sammlung auf Schloss Roudnice
- Tenor-Viola da gamba (1740) im Nationalmuseum Prag
- Viola d’amore (1742) im Museo nazionale degli Strumenti musicali (Rom)
- Viola d’amore (1743) im Musikhistorisches Museum Heyer (Köln)
- Englisches Violett im Nationalmuseum Prag
- fünfsaitige Alt-Viola (1749) im Musikinstrumentenmuseum Leipzig
- 5 Violinen (1749, 1758, 1763, 1767, 1768) im Kloster Strahov in Prag
- Kontrabass (1753) in Komotau (Kirchenchor)
- Viola d’amore im tschechischen Musikinstrumentenmuseum in Prag
- Viola d’amore (1763) im Museum Göteborg
- Violine (1763) im Museum der Stadt Vils
- Violoncello (1763) in Wien (Privatbesitz)